# Ty the Tasmanian Tiger
Ty the Tasmanian Tiger ist ein Jump'n'Run-Videospiel, das 2002 von Krome Studios produziert wurde. Das Spiel wurde für die Spielkonsolen Nintendo GameCube, PlayStation 2 und Xbox herausgegeben. Am 13. Dezember 2016 erschien das Spiel auf Windows über die Vertriebsplattform Steam, wo es Topbewertungen von den Nutzern erhielt. Nach einer Crowdfunding-Kampagne im August 2019 auf der Plattform Kickstarter erschien Ty the Tasmanian Tiger am 31. März 2020 auch für Nintendo Switch. Die PlayStation-4-Fassung folgte am 25. Juli 2020, zudem ist eine Version für Xbox One angekündigt.

## Handlung
Ty ist ein junger tasmanischer Tiger, der von Bilbys aufgezogen wurde. Eines Tages begegnet er dem Bunyip-Ältesten, der ihm erzählt, wo all seine wahren Verwandten abgeblieben sind. Der böse Kasuar Boss Cass wollte an fünf mystische Talismane gelangen, um so die Herrschaft über das Land zu erringen. Als die tasmanischen Tiger ihn daran hindern wollten, versetzte er sie mit Hilfe der Talismane in die Traumwelt. Dabei wurden die Talismane aber über das ganze Land verstreut. Ty muss versuchen, sie wiederzufinden, um seine Familie zurückzuholen. Doch auch Boss Cass sucht nach den Talismanen.

## Gameplay
Ty muss in den Welten Amulettsteine sammeln, wofür er verschiedene Aufträge erledigen muss. Dabei muss er oft fünf gefangene Bilbys retten, ein Wettrennen gewinnen oder 300 Opale sammeln. Gegner kann er mit seinen Bumerangs oder mit Bissen angreifen. Zu Beginn des Spieles ist Ty aber nur mit einem Bumerang ausgestattet, sodass er sich im Level „Alles Roger“ zuerst einen weiteren besorgen muss. Schwimmen kann er außerdem erst, wenn er im Level „Rex ahoi“ das Schnabeltier Rex besucht hat.

## Spielablauf
Die Außenwelt des Spieles sind die sogenannten Regenbogenklippen, von wo aus Ty alle Portale zu den verschiedenen Leveln erreichen kann. An sich können die Levels in jeder beliebigen Reihenfolge besucht werden, für ein gutes Vorankommen ist jedoch die oben genannte Reihenfolge empfohlen. Neben jedem Abschnitt steht Julius mit einer Maschine, mit der er ein Portal öffnen kann, das zu einem Talisman führt. Dabei wird Ty dann automatisch zu einem Bosskampf geschickt. Nach jedem erfolgreichen Bosskampf erhält Ty nicht nur einen Talisman, sondern auch noch einen speziellen Bumerang von Julius, der ihm hilft, zu einem weiteren Abschnitt zu gelangen. Weitere Bumerangs erhält Ty durch goldene Zahnräder, die er in den Leveln finden kann. Mit dem Feuerrang kann er eine Eiswand zerbrechen, die ihn vom zweiten Abschnitt trennt. Mit dem Eisrang kann er ein Feuer löschen, das ihm den Zugang zum dritten Abschnitt versperrt. Mit dem Blitzrang kann Ty einen Generator aktivieren, mit dem das große Tor geöffnet wird, das ihn von Boss Cass’ Reich trennt. In dieser Welt gibt es dann keine einzelnen Aufgaben mehr; es geht nur darum, zum Ende des Levels zu gelangen. Beim Kampf gegen Boss Cass erhält Ty einen Chaos-Rang, der lenkbar ist.

## Freunde und Helfer
- Maurie: Er ist ein Kakadu und macht die Einführung in jeden Level. Er sitzt in den meisten Levels auf einem Holzschild und gibt Ty wichtige Tipps und Ratschläge.
- Julius: Dieser Koala hat eine Maschine entwickelt, um Ty zu den Talismanen zu teleportieren. Dafür braucht er jedoch stets eine bestimmte Anzahl an Amulettsteinen, die Ty in den Leveln sammeln kann. Auch fertigt er spezielle Bumerangs für Ty an, für die er immer eine bestimmte Anzahl an goldenen Zahnrädern benötigt.
- Shazza: Sie ist ein Dingomädchen und in Ty verliebt. In den meisten Levels hat sie Aufgaben für Ty, für die er je einen Amulettstein erhält. Im letzten Level vor dem Endkampf belohnt sie ihn mit einem Talisman.
- Bull: Dieses riesige Wildschwein ist der erste Endboss im Spiel. Nachdem er besiegt wurde, steht er Ty in einem anderen Level als Reittier zur Verfügung.

## Rezeption
Das Spiel wurde weltweit über 1 Million Mal verkauft. Es erhielt von der Fachpresse gemischte bis positive Kritiken. Bei Metacritic erzielte das Spiel zwischen 68 und 70 von 100 Punkten.

## Fortsetzung
Diesem Spiel folgte 2004 ein Nachfolger Ty, der tasmanische Tiger 2 – Die Bumerang-Gang, der ebenfalls für PS2, Xbox und Nintendo GameCube herausgebracht wurde. 2005 erschien ein dritter Teil Night of the Quinkan veröffentlicht. 2015 folge ein vierter Teil für Windows.